# Артёмсоль
Артёмсоль (укр. Артемсіль) — предприятие по добыче и реализации поваренной соли (NaCl), крупнейшее на территории Центральной и Восточной Европы.
Производственные мощности ГП «Артёмсоль» находятся в городе Соледаре (Украина).
Является градообразующим предприятием для Соледара.

## История

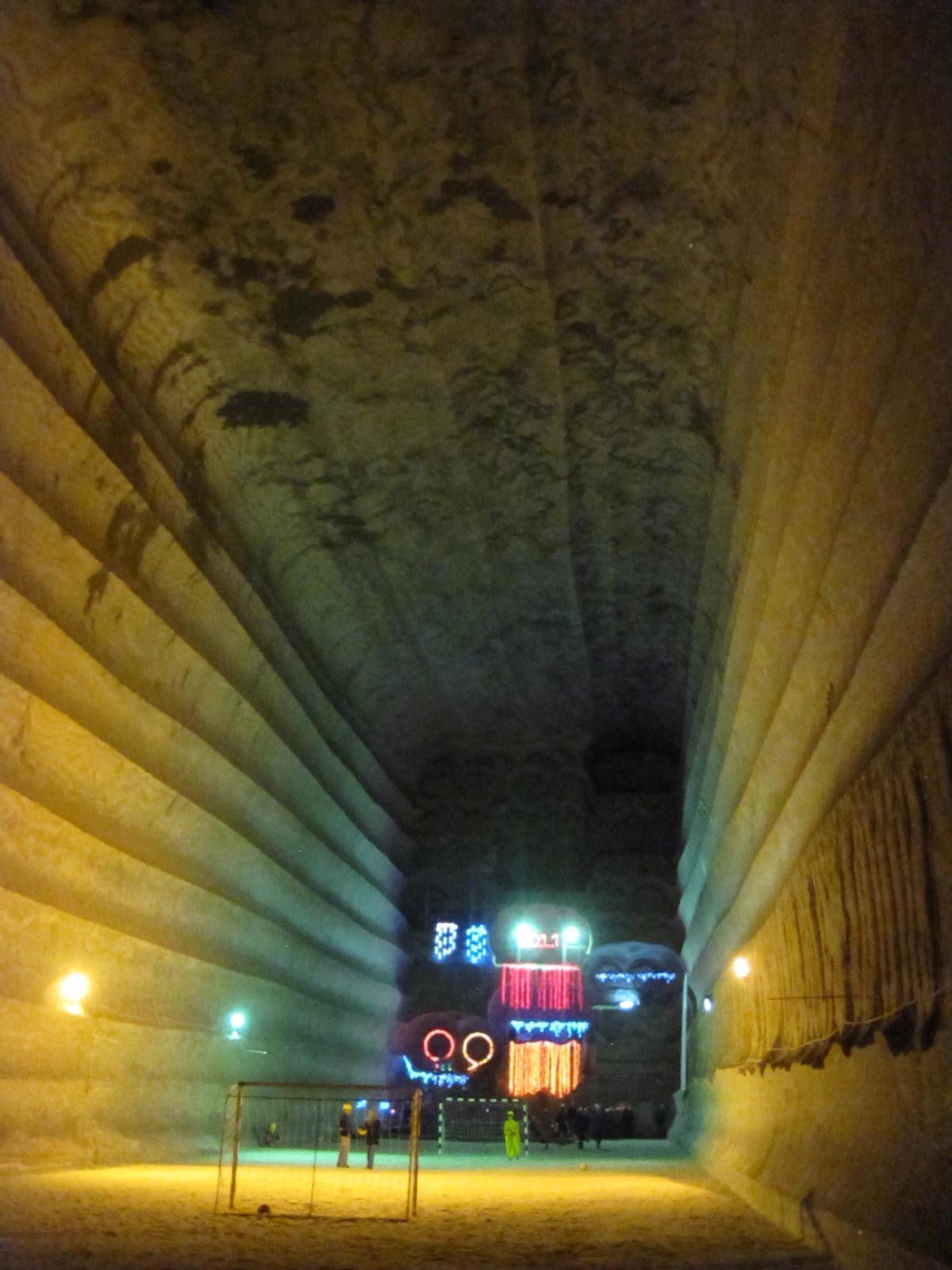
Соледарская шахта

История предприятия началась в 1881 году с пуска первой соляной шахты — Брянцевской копи, принадлежавшей частной промышленной компании генерала Н. И. Летуновского. Позднее вошли в строй еще пять соляных рудников.
В 1884 году рудники перешли к французской компании, которая работала до революции 1917 года.
В 1919 году соледобыча была восстановлена.
Позднее рудники входили в состав таких предприятий, как «Югсоль» (1920), «Бахмутсоль» (1921), «Укрсольтрест» (1925), «Артёмсоль» (1943).
Во время Великой Отечественной войны оборудование было эвакуировано на промыслы Баскунчака и Эльтона в Астраханской и Волгоградской областях, где вскоре была организована добыча соли. На Артёмовском месторождении немецким оккупационным властям удалось восстановить одну из шахт, однако она действовала с перерывами, три раза была затоплена.
В сентябре 1943 года посёлок соляников был освобождён от немецко-фашистских войск, в декабре началась работа рудников. В 1944 году было добыто 435 тыс. тонн соли. В 1947 году было закончено восстановление последнего из разрушенных рудников.
«Артёмсоль» как объединение образовано в 1976 году. Включает шесть шахт (шахта № 1 — старейшая, эксплуатируется с 1898 года).
Предприятие получило название в честь Артёма (настоящее имя Фёдор Андреевич Сергеев) — советского партийного и государственного деятеля, большевика.
В 1966 году объединение награждено Орденом Трудового Красного Знамени.
В советское время объединение производило до 40 % каменной соли в СССР и 88 % — в УССР.
Объёмы добычи соли составили в 1985 году 6,8 млн тонн, а в 1991 году — 7,2 млн тонн.
В августе 1997 года предприятие было включено в перечень предприятий, учреждений и организаций, имеющих стратегическое значение для экономики и безопасности Украины.

## Описание
ГП «Артёмсоль» состоит из пяти территориально разобщённых солерудников (№ 1, 3, 4, 7 и имени Володарского), единые подъезды к которым обеспечены железнодорожным и автомобильным транспортом.
Отработка залежей Артёмовского месторождения каменной соли осуществляется шахтным способом на глубине 200—300 м. В результате более ста лет подземных работ в толще Земли образовалась система выработок протяжённостью свыше 200 км, извлечено свыше 250 000 000 т соли, объём пустот превысил 110 000 000 кубических метров. В отработанных галереях восстановлена существовавшая до революции подземная часовня, проводятся культурные мероприятия
В шахтных выработках на глубине 280—300 м, где уже не ведётся добыча соли, предприятие разместило спелеосанаторий «Соляная симфония», в котором успешно лечат заболевания органов дыхания. Популярностью среди туристов пользуются экскурсии в соляную шахту; экскурсии носят, кроме познавательного, терапевтический характер.

## Деятельность

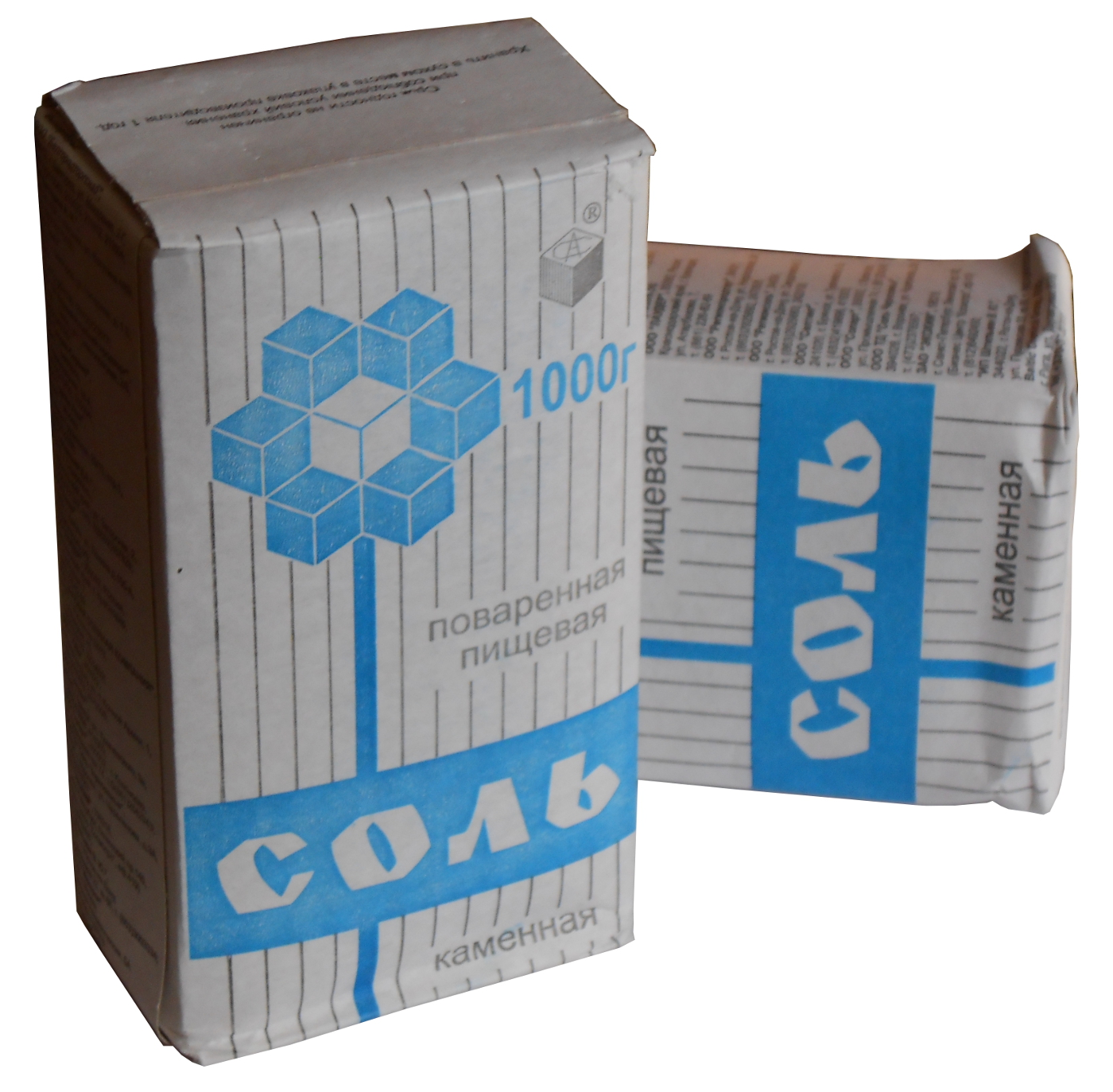
Соль

Производственная мощность 7 млн тонн соли в год. Запасы месторождения — 13 млрд тонн. За 130 лет добыто около 218 млн тонн. Объёма извлекаемых запасов соли при таких темпах добычи хватит на более чем 1000 лет.
Чистый доход в 2013 году вырос на 16,6 % — до 1 млрд 50 млн гривен, а чистая прибыль — на 52 %, до 135 млн гривен.
В 2014 году по сравнению с 2013-м падение производства и реализации соли составило более 30 %, или 1 млн 60 тысяч тонн.
Артёмовская соль поставляется в 22 страны мира. Крупнейшим импортёром продукции ГП «Артемсоль» была Российская Федерация, а основными потребителями соли ГП «Артёмсоль» на рынках Польши, Австрии, Венгрии, Финляндии, Германии, Дании и других стран являются дорожно-эксплуатационные предприятия, применяющие соль для удаления снега и льда на автодорогах.
26 января 2015 года Роспотребнадзор запретил ввоз пищевой соли производства «Артемсоли» на территорию России. Поскольку на российский рынок приходилось более 55% продукции, за два месяца (январь — февраль) 2015 года производство соли сократилось на 25—30 %. Чтобы не сокращать работников, на предприятии ввели неполный график работы; одновременно компания смогла увеличить объёмы экспорта в Европейский союз на 35 % — особенно в Венгрию, Польшу и Латвию.
В июле 2015 года предприятие перешло на сокращённый четырёхчасовой рабочий день.
В I полугодии 2015 года предприятию удавалось сохранить объёмы добычи на уровне 2014 года. Но в середине июля 2015 года были ограничены поставки промышленной соли предприятия в Россию, в связи с подозрениями о поставках пищевой соли под видом промышленной (подозрения были вызваны тем, что с января по июль 2015 года «Артёмсоль» импортировала в Россию 410 000 тонн технической соли, что на четверть больше всего объёма рынка технической соли России). В июне 2015 года предприятием было отгружено в Россию 3094 вагонов соли, в июле — всего 1810 вагонов.
В середине 2016 года запрет на ввоз пищевой соли в Российскую Федерацию был снят.
В апреле 2022 года, в связи с вторжением России на Украину, «Артёмсоль» остановил свою деятельность для безопасности персонала.